# Aline Danioth
Aline Danioth (Andermatt, 12 de marzo de 1998) es una deportista suiza que compite en esquí alpino. Ganó una medalla de oro en el Campeonato Mundial de Esquí Alpino de 2019, en la prueba de equipo mixto. 

## Palmarés internacional
| Campeonato Mundial | Campeonato Mundial | Campeonato Mundial | Campeonato Mundial |
| Año                | Lugar              | Medalla            | Prueba             |
| ------------------ | ------------------ | ------------------ | ------------------ |
| 2019               | Åre (Suecia)       | Medalla de oro     | Equipo mixto       |